# Monilinia polystroma
Monilinia polystroma (G. Leeuwen) L.M. Kohn – gatunek grzybów z rodziny twardnicowatych (Sclerotiniaceae). Jest jednym z patogenów powodujących brunatną zgniliznę drzew pestkowych.

## Systematyka i nazewnictwo
Pozycja w klasyfikacji według Index Fungorum: Monilinia, Sclerotiniaceae, Helotiales, Leotiomycetidae, Leotiomycetes, Pezizomycotina, Ascomycota, Fungi.
Po raz pierwszy opisał go w 2002 r. G. Leeuwen, nadając mu nazwę Monilia polystroma. Obecną, uznaną przez Index Fungorum nazwę, nadał mu L.M. Kohn w 2014 r.

## Historia odkrycia gatunku
Badania van Leeuwena i innych w 2002 r. przeprowadzone na izolatach Monilinia fructigena pobranych z jabłek jabłoni niskiej (Malus pumila) wykazały, że istniały znaczące różnice między izolatami europejskimi i japońskimi pod względem charakterystyki kolonii, tworzenia podkładek, tempa wzrostu i wymiarów konidiów. Różnice między dwiema grupami zostały wcześniej wykazane przy użyciu regionu ITS rybosomalnego DNA. Badania te sugerowały, że japońskie izolaty były na tyle różne od europejskiego M. fructigena, że uznano je za odrębny gatunek, który nazwano M. polystroma. Później gatunek ten zidentyfikowano również w Europie. Początkowo w Polsce brunatną zgniliznę drzew owocowych wywoływały dwa patogeny: Monilinia laxa i Monilinia fructigena, w 2017 r. jako patogeny tej choroby wymienia są także dwa następne gatunki: Monilinia fructicola i Monilinia polystroma.
M. polystroma znana jest tylko w postaci anamorfy, ale wiadomo, że jest blisko spokrewniona z M fructigena, która tworzy teleomorfę. Odkrycie teleomorfy ''M. polystroma zapewne jest tylko kwestią czasu. Gatunki te dotychczas odróżniano metodami molekularnymi. M. poystroma może być szeroko rozpowszechniona w Azji i być może w Europie.

## Rozwój
Kolonie na agarze z dekstrozą ziemniaczaną (PDA) osiągają średnicę 50–60 mm po 6 dniach w temperaturze 22 °C w cyklu 12 godzin światła/12 godzin ciemności. Brzeg kolonii równy, strzępki konidiotwórcze o barwie od płowożółtej do jasnożółtej wyniesione ponad powierzchnię kolonii na 1–2 mm. Podkładki tworzą się w 10–12 dni po rozpoczęciu hodowli; dojrzałe czarne podkładki początkowo są dyskretne, później zlewając się tworząc czarną masę. Makrokonidia kuliste, jajowate lub cytrynkowate, gładkie, 12-21 × 8-12 µm, średnio 16,4 × 10,1 µm w wodzie destylowanej, gdy rosną na agarze wiśniowym (CHA) w temperaturze 22° poniżej NUV mają wymiary 11 × 20 × 8-11 µm, średnio 14,9 × 9,1 µm.
Na porażonych owocach powstaje gruba, strzępkowa warstwa podkładek o płowożółtej do brązowawoszarej warstwie strzępek konidiotwórczych. W naturze M. polystroma na krótkie odległości rozprzestrzenia się za pomocą konidiów przenoszonych drogą powietrzną, a na duże odległości poprzez zakażone sadzonki lub owoce.